# Ilyarachna wolffi
Ilyarachna wolffi är en kräftdjursart som beskrevs av Brian Frederick Kensley1978. Ilyarachna wolffi ingår i släktet Ilyarachna och familjen Munnopsidae. Inga underarter finns listade i Catalogue of Life.